# Arapiraca
Arapiraca est une ville brésilienne du centre de l'État de l'Alagoas. L'état de l'Alagoas fait partie de la région du « Nordeste » brésilien, très prisée par les Brésiliens pour ses plages paradisiaques.
L'origine du nom de la ville d'Arapiraca vient d'un nom indien donné à un grand arbre feuillu que l'on peut d'ailleurs encore trouver au centre même de la ville.

## Géographie
Arapiraca se situe dans la zone de l'agreste. Sa population était de 216 108 habitants au recensement de 2011. La municipalité s'étend sur 351 km2.

## Personnalités liées
- Reinaldo Alagoano (1986-), footballeur
- Reynaldo (1988-), footballeur